# هيو هالبرت
هيو هالبرت هو محاسب وسياسي أسترالي، ولد في 17 يناير 1910 في Meckering, Western Australia ‏ في أستراليا، وتوفي في 31 يناير 1997. نشط حزبياً في الحزب الليبرالي الأسترالي. وقد انتخب عضو مجلس النواب الأسترالي ‏ عن دائرة Division of Moore ‏ (22 نوفمبر 1958 – 9 ديسمبر 1961).